# 尤西·约基宁
尤西·约基宁（芬蘭語：Jussi Jokinen，1983年4月1日—），芬兰男子冰球运动员。他曾代表芬兰国家队参加2006年和2014年冬季奥林匹克运动会冰球比赛，获得一枚银牌和一枚铜牌。